# Immigration espagnole au Mexique
L'immigration espagnole à destination du Mexique est, à côté des immigrations américaine, italienne et allemande, une des quatre plus importantes du pays. Ce flux migratoire commence au XVIe siècle et atteint son apogée au début du XXe siècle. On peut le diviser en quatre périodes :
1. Immigration restreinte (période coloniale : 1500-1700)
2. Immigration de transition (1700-1850)
3. Immigration en masse (1850-1910)
4. Immigration de la guerre (1920-1980)

## Les hispano-mexicains
Environ 70 % des Mexicains sont d'ascendance espagnole et amérindienne et moins de 15 % sont exclusivement d'origine européenne (principalement espagnole) totalisant plus de 80 millions de Mexicains avec au moins un ancêtre espagnol.